# 제툴리우 바르가스
제툴리우 도르넬리스 바르가스(브라질 포르투갈어: Getúlio Dornelles Vargas, 1882년 4월 19일~1954년 8월 24일)는 브라질의 정치인이다. 1930년부터 1945년, 1951년부터 1954년사이 제14대, 제17대 브라질 대통령을 지냈다.

## 생애
바르가스는 브라질 남부 히우그란지두술주의 부유한 집안에서 태어났다. 법대를 졸업한 후 변호사가 됐고, 1908년 주의회 의원이 되면서 정계에 입문했다. 이후 연방 하원의원, 재무장관을 지낸 후, 1928년 히우그란지두술 주지사가 됐다.
1930년 대통령 선거에 출마했으나, 당선되지 못했다. 그러나 그해 10월 히우그란지두술주에 기반을 둔 군인들이 쿠데타를 일으켰고, 바르가스는 군인들의 추대로 임시 대통령으로 취임했다. 바르가스 정권은 반공주의를 내세워 브라질 공산당과 사회주의 운동을 탄압하고 나치 독일과 살라자르 정권에 밀착했다.

1937년 친위 쿠데타 일으키고, 포르투갈의 안토니우 살라자르의 반공주의 극우독재정권을 모방해 '이스타두 노부'(브라질 포르투갈어: Estado Novo '신국가'라는 뜻)라는 이름으로 전체주의적인 독재 권력을 휘둘렀다.
제2차 세계대전 직전의 국제적 불안을 이유로 이러한 체제는 정당화됐다. 브라질은 그동안 주의 느슨한 연합체에 불과했으나, 그의 집권 기간 중 연방의 권한이 강화됐다. 제2차 세계대전에서는 나치 독일을 지지했으나, 종전 직전에 연합군을 지지했다.
1945년 5월 15일 프롤레타리아 계급의 지지를 받는 브라질 공산당에 대한 탄압과 방해공작을 목적으로 자신의 지지 세력을 끌어모아 브라질 노동당을 창당했다. 그러나 브라질 노동당이 총선에서 참패하면서, 바르가스는 반공주의를 버리고 새로운 노선을 모색하기 시작했다.
제2차 세계대전이 끝난 후 1945년 10월 바르가스는 과거 그를 지지했던 군인들이 일으킨 쿠데타에 의해 대통령직에서 물러났다. 그러나, 그는 지지기반을 가지고 있었기 때문에, 그 해 12월 총선에서 연방 상원의원으로 당선됐다. 1950년에는 다시 대통령 선거에 출마해 당선되어 1951년 1월 제17대 대통령으로 다시 취임했다.

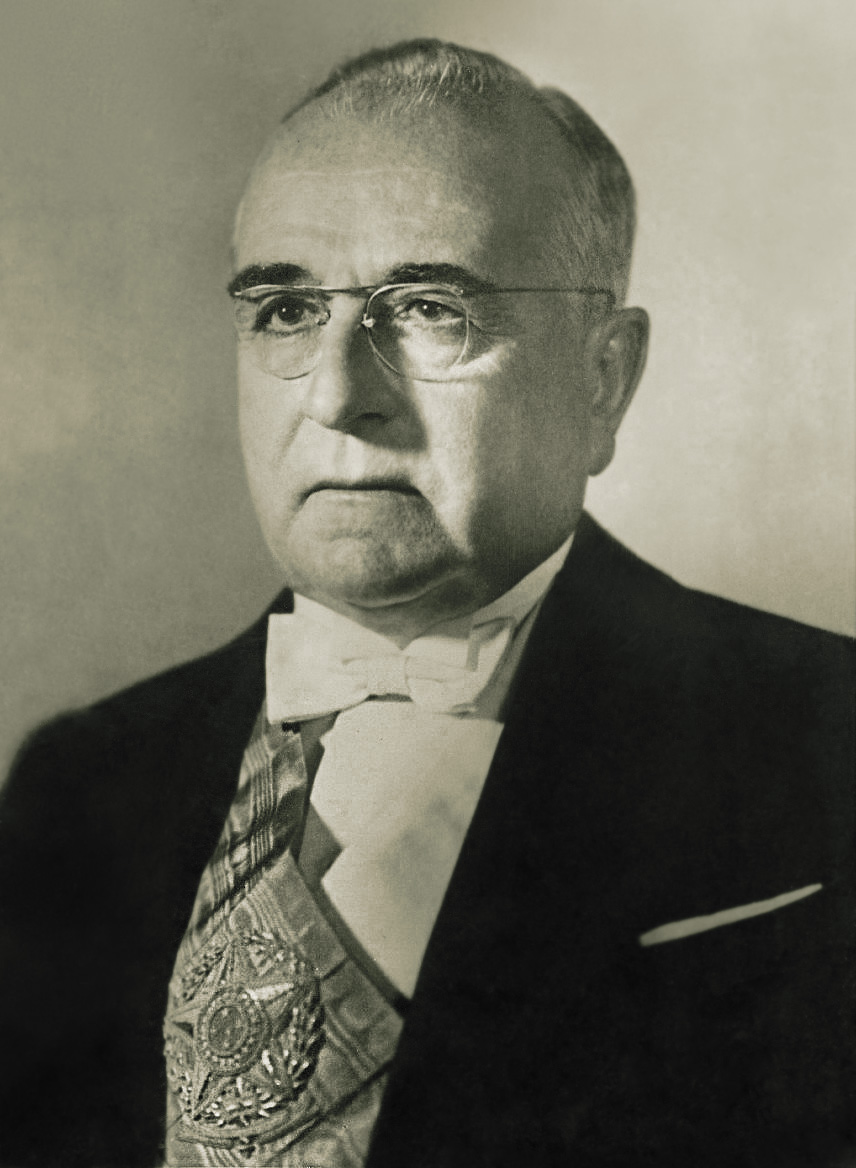
제툴리우 바르가스 2기 행정부 공식 초상화(1951년)

두번째로 대통령에 취임한 바르가스는 전임자였던 가스파 두트라 대통령 재임시절 발생한 경재위기를 모면하기 위해 민족주의 정책의 일환으로 자국의 천연자원에 관심을 보였다. 이후 바르가스는 정책의 일환으로 페트로브라스를 설립하였다. 그러나 바르가스는 반대파 암살시도등 정적제거시도에 바르가스의 반대파들, 특히 군부에서는 대통령직 사임을 가지고 바르가스를 압박했고, 1954년 8월 24일 상황을 수습하지 못한 제툴리우 바르가스는 오전 8시 45분, 카테테 궁전에서 권총으로 자살했다.

## 역대 선거 결과
| 선거명      | 직책명                            | 대수 | 정당          | 득표율 | 득표수      | 결과 | 당락                            |
| ----------- | --------------------------------- | ---- | ------------- | ------ | ----------- | ---- | ------------------------------- |
| 1930년 선거 | 브라질의 대통령                   | -대  | 자유동맹      | 40.41% | 742,794표   | 2위  | 낙선                            |
| 1934년 선거 | 브라질의 대통령                   | 14대 | 무소속        | 70.58% | 175표       | 1위  |                                 |
| 1945년 선거 | 상원의원 (히우그란지두술주 제1부) | 38대 | 브라질 노동당 | 38.98% | 461,913표   | 1위  | 히우그란지두술 주 상원의원 당선 |
| 1950년 선거 | 브라질의 대통령                   | 17대 | 브라질 노동당 | 48.73% | 3,849,040표 | 1위  |                                 |